# Aristolochia gourigangaica
Aristolochia gourigangaica är en piprankeväxtart som beskrevs av Nair. Aristolochia gourigangaica ingår i släktet piprankor, och familjen piprankeväxter. Inga underarter finns listade i Catalogue of Life.